# Плигин, Андрей Анатольевич
Андрей Анатольевич Плигин — российский психолог, доктор психологических наук, заведующий кафедрой консультативной психологии Московского Психолого-Социального Университета (МПСУ), тренер, бизнес-консультант и учёный, автор образовательной концепции и технологии, основанной на развитии познавательных стратегий, автор научной концепции психологической помощи «Системное формирование жизненного пути личности», специалист в области психологии личности, педагогической психологии, клинической психологии, консультативной психологии, психологии творчества и психологии организационного развития.

## Биография
Родился в Москве в 1967 году, закончил МГПИ им. В. И. Ленина. Был женат. Имеет сына.

## Деятельность

### Научная деятельность
А. А. Плигин является кандидатом педагогических наук, доктором психологических наук. С 1993 г. занимается исследованиями в области педагогической психологии и педагогики. Его кандидатская диссертация посвящена личностно-ориентированным образовательным технологиям.
Защищенная в 2009 г. докторская диссертация А. А. Плигина, посвящена психологии познавательных стратегий школьников в индивидуализации образования и вносит вклад в общую психологию, педагогическую психологию, когнитивную психологию, индивидуализацию образования, теорию факторов эффективности обучения и развития, дифференциальную педагогику.
Результатом исследований стала концепция и технология личностно-ориентированного образования, а также концепция и технология «Целенаправленное развитие познавательных стратегий школьников» (ЦРПС), которые представлены в нескольких его монографиях.
Его концепция является одной из авторитетных концепций личностно-ориентированного образования наряду с концепциями таких ученых как И. С. Якиманская, В. В. Сериков и Е. В. Бондаревская.
Им также разработана авторская научная концепция психологической помощи «Системное формирование жизненного пути личности», которая представлена двумя взаимопроникающими и одновременно самостоятельными авторскими технологиями оказания помощи людям: «Коучинг жизненного пути личности» и «Терапия жизненного пути личности».
Данная концепция опирается на труды А. Адлера, Ш. Бюлер, А. Маслоу, К. Роджерса, Г. Олпорта, Д. Келли, В. Франкла, Э. Бёрна, А. Бандуры, С. Л. Рубинштейна, А. Н. Леонтьева, Б. Г. Ананьева, В. Н. Дружинина, К. А. Абульхановой-Славской, К. В. Карпинского.
Разработанные принципы оказания психологической помощи, диагностические методики, описанные стратегии, модели, техники и частные практики вносят вклад в клиническую психологию, консультативную психологию и психологию развития.

### Основные тезисы авторского метода психологической помощи "Системное формирование жизненного пути личности"
Разработанный метод является деятельностным, предполагает активное взаимодействие участников психологической помощи. Разработанные методики имеют высокий уровень алгоритмизации действий и операционализации. Для многих теоретических конструктов предложены оригинальные практические инструменты их диагностики и развития.
По развитию самостоятельной активности человека подход является субъектным.
Он спроектирован таким образом, чтобы помочь человеку сформировать во взрослой жизни особый тип самостоятельности - рефлексивно управляемую самостоятельность (субъектность) в отношении развития своего индивидуального опыта и жизни. Это поможет человеку перейти во-многом от стихийного развития личности – к самостоятельному, сознательному, целенаправленному формированию личности и жизненного пути.
Метод является рефлексивно-развивающим личность и содержательно системным, что подразумевает задействование всех сфер психики с акцентом на формировании самосознания во всем многообразии отношений человека с миром. В методе осуществляется активное формирование развитого самосознания, которое направлено на выработку адекватного самоотношения, знание своих сильных и слабых сторон, поэтапное развитие притязаний, формирование уникальности своего личностного своеобразия, эффективную самореализацию в жизни, достижение собственного наивысшего потенциала (поиск дела жизни, реализацию предназначения и т.д.).
Разработанный метод также системен стратегически и технологически. Он предполагает построение особенных стратегий помощи человеку, сочетающих в ходе их реализации психотерапию и обогащающее развитие с обучением психологическим знаниям (коучинг).
В качестве максимально обобщённого уровня рассмотрения (объекта) в методе, выбран уровень взаимодействия человека с миром – жизнь, её психологическое содержание. В целом жизнь человека и особенности личности рассматриваются в методе на общем (общепсихологическом), особенном (дифференциальном) и единичном (персональном) уровнях.
Под жизнью в авторском методе психологической помощи понимается взаимодействие человека с миром, направленное на удовлетворение его потребностей. Взаимодействие рассматривается как жизнедеятельность, которая осуществляется посредством реализации (проживания) человеком различного вида событий.
Способы жить – различные виды взаимодействия человека с миром, способы осуществления жизненных событий.
Цикл жизни – проживание фаз жизни, свойственных большинству людей в определённом обществе (рождение, обучение, профессиональная деятельность, построение семьи и т.д.).
Жизненный путь – индивидуальная реализация жизненных событий и этапов жизни (динамическое понятие), траектория проживания жизни (жизненного цикла).
·       Событие – мельчайшая единица бытия человека, его жизнедеятельности, значимая, поворотная ситуация.
·       Этап жизни – относительно целостный, самостоятельно значимый период жизни, в ходе которого реализуются качественные изменения личности и жизни.
Области жизни – основные области (контексты) реализации жизнедеятельности человека (семья, профессия, обучение и развитие, духовное развитие, физическая активность, здоровье, хобби и т.д.).
Сценарий жизни – совокупность нескольких вариантов жизни (свойственных им установок и стратегий) в индивидуальном профиле жизненных контекстов.
Вариант жизни – основной паттерн организации жизни (направленность, установки, стратегии организации) в одном из развитых контекстов жизни, структурный компонент жизненного сценария.
Жизненные установки – набор бессознательных верований о себе (особенно о субъектности, притязаниях, возможностях и достижениях), отношениях с миром, устройстве жизни и будущем её развитии.
Жизненный стиль – микропаттерны организации обыденной жизни (ежедневные «привычки» жить).
Значимое социальное окружение жизни – люди и система отношений с ними, которые влияют на организацию, функционирование и развитие жизни.
В авторском методе разработана модель «4-D существование человека». С некоторым упрощением она многомерно охватывает четыре измерения существования человека: измерение «Подструктуры индивидуального опыта» (психика), измерение «Жизненные события», измерение «Социальный мир» (особенно значимое социальное окружение - ЗСО), измерение «Области жизни» (предметный мир и мир природы).
Каждое измерение в модели «4-D существование человека» имеет системные связи в других осях. Это делает данную модель базовой и практико-ориентированной в построении системной психологической помощи: диагностики, определения задач в изменении личности и жизни, разработки стратегии консультирования, проектировании частных методик и психотехник для практической работы. Также, модель «4-D» помогает сформировать развитое самосознание.
В методе введена авторская классификация жизненных событий, в которой выделяется 14 условно позитивных и 7 условно негативных, "программирующих" жизнь человека. Событийный профиль личности представляет собой авторский взгляд на типологию личности. В Коучинге жизненного пути осуществляется реконструкция событий, которая помогает осознать человеку его стратегии организации жизни и основные ресурсы реализации жизни, на основе которых осуществляется проектирование новых, обогащенных этапов жизненного пути. А в Терапии жизненного пути выявляются негативные события жизни, оценивается травматичность опыта и предлагается ряд авторских психотехник для их трансформации.
Оказание психологической помощи в методе строится в опоре на достигнутый уровень развития субъектности клиента и предполагает его последующее развитие.
Субъектность является управляющим и интегрирующим началом для всех других «Я» личности, в значительной мере обеспечивающее определённую траекторию личностного развития и самоорганизацию жизни (жизненного пути). В связи с этим в методе создана модель ролевого описания субъектности. Благодаря такому подходу понятие «субъектность» становится конструктивным, то есть человек может осознавать свою самостоятельность и повлиять на нее.
Субъект жизненного пути задан следующими ролями и уровнями самостоятельности:
·       Инициатор различных дел.
·       Распределитель ресурсов.
·       Реализатор важных целей/проектов (событий)/видов деятельности.
·       Управленец самого себя (инициатор саморазвития).
·       Хозяин своей жизни (принимающий жизненно важные решения).
·       Автор собственного творчества (создающий уникальные творческие продукты).
·       Автор жизни (вариантов и способов).
Ролевой профиль субъектности отражает управляющее начало различных "Я-структур" личности, самодетерминацию человека. Введение ролевого профиля субъектности и соответствующих качеств для каждой роли делает понятие субъектность конструктивным: помогает на практическом уровне развивать самостоятельность человека. На этой основе разработан тест, в котором в соответствии с введенными субъектными ролями предложены шкалы оценки развитости рефлексивно управляемой самостоятельности человека.
В методе предпринята попытка создания технологии смены жизненного сценария человека и обогащения его жизненного пути.
Для того, чтобы определить структурное содержание «жизненного сценария» и сделать это понятие практически действенным, в авторском методе, продолжая работы В.Н. Дружинина, было описано 25 вариантов жизни, 10 из которых являются наиболее распространенными (типическими) в современном обществе:
1.    Жизнь как финансовый успех.
2.    Жизнь как достигаторство.
3.    Жизнь как реализация призвания и служение.
4.    Жизнь как саморазвитие и улучшение себя.
5.    Жизнь как творческий процесс.
6.    Жизнь как развлечения.
7.    Жизнь как привычный уклад (распорядок).
8.    Жизнь как постоянная подготовка и откладывание на потом.
9.    Жизнь как обязательство/принуждение.
10.Жизнь как постоянный дрейф.
На основе эмпирически выявленного описания вариантов жизни разработан соответствующий тест, помогающий клиентам и психологу-консультанту (психотерапевту) оценить основные компоненты текущего жизненного сценария человека и определить варианты жизни, обогащающие жизненный путь.
В целом работа с моделью «4D» в методе строится по следующей схеме:
I.                 Диагностика.
·       Реконструкция пройденного жизненного пути (от прошлого к настоящему).
·       Реконструкция сложившихся социальных отношений.
·       Реконструкция сложившихся областей жизни.
·       Оценка жизни по метакритериям (разнообразие, наполненность, интенсивность, напряженность, продуктивность, эффективность).
·       Определение субъектного профиля.
·       Определение жизненного сценария (профиль вариантов жизни и анализ комплекса жизненно важных стратегий организации жизни).
·       Анализ жизненного стиля.
·       Диагностика личностной уязвимости человека.
II. Трансформация и обогащающее развитие.
·       Проектирование будущих этапов жизни.
·       Трансформация психических травм и преодоление личностной уязвимости.
·       Проектирование потенциала/наивысшего потенциала развития.
·       Проектирование обогащающих вариантов жизни.
·       Разработка перспективного плана изменений.
·       Реализация обогащающего развития.
Такого рода системная помощь помогает глубоко осознать себя и свою жизнь, оценить развитость своей самостоятельности (субъектности) и направить эту способность на дальнейшие изменения - самопомощь.
В целом, в методе разработан комплекс авторских методик, позволяющих осуществлять обогащающее развитие личности и жизни, 35 психотехник в области коучинга и психотерапии.

### Система образования
С 1987 г. занимался преподаванием, также работал специалистом по аттестации в Департаменте образования Москвы, а с 1991 по 1993 гг. являлся директором Центра образования № 975, который позже стал широко известен развитием модели личностно-ориентированного образования.
Научные разработки А. А. Плигина нашли практическую реализацию в деятельности Московской городской экспериментальной площадки «Исследование познавательных стратегий» (1998—2013 гг.), куда вошли Центр образования № 1998, Кадетская школа № 1770, ГОУ СОШ № 507, ГБОУ Школа № 1929 и др. На базе ГОУ СОШ № 507 в деятельности экспериментальной площадки приняло участие более 120 педагогов, организовано множество конференций с участием И. И. Ильясова, Н. Ф. Талызиной, В. Д. Шадрикова, М. А. Холодной, Л. Г. Петерсон и др.
Концепция и технология ЦРПС также была внедрена в рамках Федеральной экспериментальной площадки во Владимирской области при поддержке депутата Государственной Думы РФ Григория Аникеева. На базе ВПОО «Милосердие и порядок» создана Ассоциация педагогов ЦРПС, реализующих инновационную образовательную программу «Целенаправленное развитие познавательных стратегий». Реализация программы дала толчок регулярным педагогическим конференциям по обмену опытом, объединив более 300 педагогов Владимирской области.

### Консультирование
С 1994 г. занимается психологическим консультированием, c 2015 года включен в созданный ЕАП единый реестр психотерапевтов Европы.
C 1996 г. вместе с А. Герасимовым и др. партнёрами занимается консалтингом российских компаний в области системного развития бизнеса, управления и корпоративного обучения.
С 2010 года осуществляет экспериментальное исследование на практике «Коучинг жизненного пути личности» и «Терапия жизненного пути личности».

### Психология творчества
С 2005 г. А. А. Плигин участвует в реализации проекта изучения творческих стратегий деятелей искусства. Результаты прикладных исследований в области психологии творчества были представлены на выставках и отмечены рядом экспертов в этой области.
В рамках метода "Системное формирование жизненного пути личности" создан проект "Психология жизненного пути и творчества", в ходе реализации которого А.А. Плигин берёт психологические интервью у известных деятелей искусства, науки, спорта, бизнеса и т.д. Видео-интервью доступны для просмотра на YouTube-канале "Путь".

## Основные работы

### Монографии
- А. А. Плигин. Познавательные стратегии школьников. От индивидуализации — к личностно ориентированному образованию. — Москва: Твои книги, 2012. — 416 с. ISBN 5-903881-18-1
- А. А. Плигин. Личностно-ориентированное образование. История и практика. — Москва: Профит Стайл, 2007. — 432 с. ISBN 5-98857-077-1
- А. А. Плигин. Познавательные стратегии школьников. — Москва: Профит Стайл, 2007. — 528 с. ISBN 5-98857-070-4, 9785988570707
- А. А. Плигин Целенаправленное развитие познавательных стратегий школьников / А. А. Плигин — М.: Издательство Московского психолого-социального университета. — 2021. — 152 с.

### Учебные пособия
- Плигин, А. А. Что делать, чтобы ваш ребёнок запомнил словарные слова?: учебно-методическое пособие / А. А. Плигин. — М.: Айрис-Пресс, 2004. — 28 с.
- Плигин, А. А. Личностно-ориентированное обучение английскому языку. Now let’s play English / А. А. Плигин, И. М. Максименко. — СПб.: Прайм-ЕВРОЗНАК, 2005. — 266 с.
- Плигин, А. А., Тишкина, Е. М. Учебно-методический комплекс по программе повышения квалификации учителей «Целенаправленное развитие познавательных стратегий школьников» / А. А. Плигин, Е. М. Тишкина. — Владимир: Транзит-ИКС, 2012. — 146 с.
- Плигин, А. А. Учебно-методическое пособие к курсу «Учись учиться» / А. А. Плигин, Е. Э. Гаврилова, Е. М. Тишкина. — М.: 11-й ФОРМАТ, 2013. — 174 с.

### Книги
- А. Плигин, А. Тихонов. Путь лидера. От основания к вершине. — Москва: Твои книги, 2015. — 288 с. ISBN 978-5-903881-33-8
- И. Иголкина, А. Плигин. Делегирование полномочий. Инструкции и алгоритмы. — Москва: Вершина, 2008. — 208 с. ISBN 978-5-9626-0523-4
- А. А. Плигин, А. В. Герасимов. Стратегии и качества людей высоких достижений.—Москва: Твои книги, 2018. — 215 с. ISBN 978-5-903881-50-5
- А. А. Плигин. Коучинг жизненного пути / А. А. Плигин. — Москва: РИПОЛ классик, 2020. — 352 с. ISBN 978-5-386-13453-2

### Статьи
- А. А. Плигин. «Типы покупателей и типы презентаций в продажах и переговорах» Журнал «Sales Business»
- А. А. Плигин, А. Тихонов. Отрывок «Модели лидерства» из книги «Путь лидера: от основания к вершине» на сайте Best T&D Group
- А. А. Плигин. Стратегические основы построения жизненного пути личности: от теории — к методу психологической помощи / А. А. Плигин // Актуальные проблемы психологического знания. — 2017. — № 2. — с. 7 — 20.
- А. А. Плигин, Системное формирование жизненного пути личности и проектирование стратегии психологической помощи / А. А. Плигин // Фельдштейновские чтения: первая межвузовская научно-практическая конференция / Под ред. Л. Б. Шнейдер. — М.: Изд-во МПСУ, 2017. — С. 126—142[11].
- А. А. Плигин, Делегирование полномочий: от психологии менеджера к эффективной технологии / А. А. Плигин // Искусство управлять: № 3 (18) 2017. — С. 4-9.
- А. А. Плигин, Конфликты в организации: сущность, закономерности, модели, технологии и методы их решения и профилактики / А. А. Плигин // Искусство управлять: № 2 (20) 2018. — С. 68-79.
- А. А. Плигин, Системное формирование жизненного пути: от сценария — к вариантам жизни / А. А. Плигин // Актуальные направления социально-психологических исследований личности в онтогенезе : сборник материалов Межвузовской научно-практической конференции / Под общ. ред. Л. А. Григорович. — М.: ИИУ МГОУ, 2019. — С. 109—114.
- А. А. Плигин, Психодидактика проектирования процедурных знаний на основе исследования познавательных стратегий школьников / А. А. Плигин // Новое в психолого-педагогических исследованиях. — 2019. — № 2 (54). — с. 104—119.
- А. А. Плигин, Психотерапия «Идеальным Я» / А. А. Плигин // Новое в психолого-педагогических исследованиях. — 2020. — № 4 (60). — с. 78-86.
- А. А. Плигин, Диагностика развитости субъектности человека с помощью теста «Уровень развития и ролевой профиль субъектности» / А. А. Плигин // Новое в психолого-педагогических исследованиях. — 2021. — № 2 (62). — с.78-86.
- А. А. Плигин, Развитие жизненного стиля в рамках концепции «Системное формирование жизненного пути личности» / А. А. Плигин // Фундаментальные и прикладные научные исследования: актуальные вопросы, достижения и инновации: сборник статей XLIV Международной научно-практической конференции. — Пенза, 2021. — с. 306—308.
- А. А. Плигин, Конструктивный подход к развитию субъектности в рамках концепции «Системное формирование жизненного пути личности» /А. А. Плигин // Вопросы науки и практики 2021: 2 серия. Сборник статей VI Международной научно-практической конференции. Россия, Москва 10 апреля — 30 июня 2021. — М.: РусАльянс Сова, 2021. — 190—197.
- Плигин, А. А. Метод «Системное формирование жизненного пути личности» в консультативной психологии / А. А. Плигин // Новое в психолого-педагогических исследованиях. — 2021. — № 3-4 (63). — с. 7-15.
- Плигин, А. А. Теоретические основы метода «Системное формирование жизненного пути личности» / А. А. Плигин // Новое в психолого-педагогических исследованиях. — 2022. — № 1 (64). — с. 5-16.
- Плигин, А. А. Развитие эффективных стратегий реагирования на стресс и жизненной стойкости / А. А. Плигин //Актуальные проблемы психологического знания. — 2022. — № 2 (59). — с. 18-27.
- Плигин, А. А. Конструктивный подход к понятию «психическая травма» в авторском методе психологической помощи «Системное формирование жизненного пути личности» / А. А. Плигин //Актуальные проблемы психологического знания. — 2022. — № 4 (61). — с. 53-61.
- Плигин, А. А. Развитие интеллектуальных операций и познавательных стратегий, как средство формирования познавательных способностей / А. А. Плигин // Новое в психолого-педагогических исследованиях. — 2023. — № 3 (70). — с. 244-257.
- Плигин, А. А. Прокрастинация: от психологического механизма – к психотехнологии её преодоления / А. А. Плигин // Актуальные проблемы современной России: психология, педагогика, экономика, управление и право. Сборник научных трудов международных научно-практических конференций. Отв. редакторы: В.П. Вершинин, А.Л. Третьяков. — М.: — 2023. — с. 375-382.
- Плигин, А. А. Теория личности и её разработка в рамках различных методов оказания психологической помощи людям / А. А. Плигин // Актуальные проблемы современной России: психология, педагогика, экономика, управление и право. Сборник научных трудов международных научно-практических конференций. — М.: — 2023. — с. 180-188.
- Плигин, А. А. Психотехнологии управления знаниями в компании, обеспечивающие согласование компетентности специалистов и эффективной реализации бизнес-процессов / А. А. Плигин // Современные психотехнологии в управлении, политике, бизнесе, образовании. Материалы Второй и Третьей Международной научно-практической конференции. — М.: — 2023. — с. 108-114.